# Dans ma bulle (South Park)
Pour l’article homonyme, voir Dans ma bulle.
 (mars 2017).
Dans ma bulle (Safe Space en VO) est le cinquième épisode de la dix-neuvième saison de la série télévisée d'animation américaine South Park et le 262e épisode de la série globale. L'épisode traite du politiquement correct, une thématique centrale de cette saison, ainsi que du concept de safe space.

## Résumé
Cartman pleure dans le bureau du Principal PC car il a reçu des critiques sur Internet en raison de son obésité. Le Principal veut qu'un élève prenne en charge ses réseaux sociaux pour les épurer de tout commentaire négatif, afin qu'Eric ne tombe plus dessus. La mission est d'abord proposée à Kyle et Wendy Testaburger, qui préfèrent aller en retenue deux semaines plutôt que d'aider Cartman. C'est finalement Butters qui accepte, car il ne veut pas être puni par son père pour avoir été collé.
Au Whole Foods Market, Randy Marsh fait ses courses, mais le caissier le presse pour qu’il fasse un don en faveur des enfants affamés et finit par l'humilier publiquement quand Randy cède et ne laisse qu’un dollar.
Le Principal invite Steven Seagal à l'école pour un exposé sur le body shaming. Il exige ensuite de Butters qu'il prenne aussi en charge les comptes Internet de l'acteur malgré la surdose de travail que cela représente. Le pauvre garçon finit aussi par se faire imposer la protection de Demi Lovato, Vin Diesel et d'autres personnes obèses, bien que cela le prive complètement de temps de sommeil.
Randy tourne dans une publicité avec des enfants affamés pour lutter contre les donations forcées dans les supermarchés, et se joint à Cartman et d'autres pour une chanson afin de promouvoir les espaces de sécurité sur Internet, où l'on peut se préserver de toute critique. Ce passage introduit le personnage de Réalité, un homme à l'air machiavélique qui veut promouvoir l'idée que personne ne sera jamais en sécurité et qu'il vaut mieux accepter les critiques.
Quand le caissier lui demande encore de l'argent, Randy réplique qu'il donne un gala de charité au profit des américains harcelés par les demandes de donations. Quand le caissier sort de sa caisse un hamster voulant aller à la fac, Randy précise que son évènement concernera aussi ces animaux pour échapper à une autre suggestion de don.
Privé de sommeil, Butters hallucine et voit Réalité le poursuivre et le menacer. Il finit par venir à l'école en proie au délire et complètement nu, avant de se jeter par une fenêtre. Il survit, mais est envoyé à l'hôpital d'urgence.
Au dîner de charité, Réalité s'invite et montre aux convives que quoi qu'ils fassent, ils ne seront jamais à l’abri des critiques parfois gratuites et qu'ils feraient mieux de s'endurcir à moins de vouloir briser encore plus de gens, comme Butters l'a été.
Randy trouve la solution et envoie des iPads aux enfants affamés, qui auront la tâche de faire le tri dans les commentaires internet afin de garder ceux qui en ont les moyens dans leur bulle.
Lorsque Butters sort de l'hôpital, il est convaincu par les habitants de South Park de pendre Réalité en place publique, ce qu'il fait après une petite hésitation et sous les hourras de la foule.

## Accueil critique
Max Nicholson du site IGN donne à l'épisode la note de 7,3 sur 10, déclarant que l'intrigue avec Randy et les donations au supermarché a « frappé juste. Non seulement on peut s'identifier, mais cela touche quelques-uns des mêmes points adressés par l'intrigue de Cartman, mais d'une façon plus subtile et innovante ». Il a cependant trouvé que l'épisode avait une « position vague » sur le sujet.
Chris Longo de Den of Geek donne 3 sur 5 étoiles à l'épisode. Il déclare : « Ce que montre cet épisode, et cette saison dans son ensemble, c'est la capacité de South Park à dédramatiser un problème en plein milieu ».
Dan Caffrey de The A.V. Club donne un B+ à l'épisode, considérant que le mélange des deux intrigues est « une stratégie qui, en plus d'être surprenamment comique, oblige souvent le spectateur à surveiller ses propres sentiments de supériorité ».